# Egon Fauvet
Pour les articles homonymes, voir Fauvet.
Egon Fauvet, né le 7 juin 1901 à Nienburg et mort le 2 avril 1970 à Hanovre, est un gynécologue obstétricien allemand, ancien médecin-chef de la clinique féminine et premier directeur médical de l'hôpital Oststadt, ainsi que professeur à la faculté de médecine de Hanovre. 

## Biographie
Egon Fauvet naît le 7 juin 1901 à Nienburg. Il étudie la médecine à l'Université Georg-August de Göttingen, est devient membre de Verbindung Lunaburgia, y passe son examen d'État en 1925 et reçoit son doctorat en 1926 avec une Thèse sur un cas de remplacement du canal cholédoque par une artère de veau. Il termine sa formation complémentaire à Dresde et à Leipzig, où il  obtient son diplôme de médecin spécialiste auprès de Hugo Sellheim et Robert Schröder et est habilité en 1933. Il travaille ensuite comme médecin-chef à la Charité sous la direction de Georg August Wagner, où il rencontre également Gustav Döderlein. En 1943, Fauvet s'installe à Hanovre, où il dirige d'abord la clinique gynécologique de la Ellernstraße, puis l'hôpital Oststadt nouvellement construit. Après la fondation du MHH (de), Fauvet devient le premier professeur de gynécologie. Après Werner Bickenbach (de), Fauvet est le 36e président de la Société allemande de gynécologie et d'obstétrique et préside son congrès à Hanovre en 1966. Fauvet dirige la clinique jusqu'à sa retraite en 1969. Son successeur est Karl-Heinrich Wulf (de) de l'Université Christian Albrecht de Kiel. Egon Fauvet meurt le 2 avril 1970 à Hanovre à l'âge de 68 ans.

## Distinctions
Egon Fauvet a été membre honoraire de la Société des chirurgiens du bassin et de la Norddeutsche Gesellschaft für Gynäkologie und Geburtshilfe, président du Lions Club de Hanovre en 1961/62, Grand Croix du mérite de l'Ordre du mérite de Basse-Saxe et Doctorat honoris causa de l'Université de médecine vétérinaire de Hanovre.

## Publications
Egon Fauvet a écrit plus de 80 publications.
- E. Fauvet: Ueber einen Fall von Ersatz des Ductus choledochus durch eine Kalbsarterie. Dissertation. Université de Göttingen, 1926.
- E. Fauvet: Vergleichende Untersuchungen über die Entwicklung und Funktion der Milchdrüsen. IV. Das Verhalten der Milchdrüsen der weißen Ratte im Verlauf der Schwangerschaft. In: Arch Gynecol Obstet. 170, 1940, S. 238–243, doi:10.1007/BF01761509
- E. Fauvet, H. Schultz: Über die technisch verbesserte Stickoxydulnarkose. In: Dtsch med Wochenschr. 72, 1947, S. 700–702, doi:10.1055/s-0028-1118811
- E. Fauvet, H. Kirchhoff (Hrsg.): Verhandlungen der Deutschen Gesellschaft für Gynäkologie. 36. Versammlung. 20. - 24. September 1966. J. F. Bergmann, München 1967.
- E. Fauvet: Die Tradition der hannoverschen Ärzteschaft. Gesellschaft der Freunde der École de médecine d'Hanovre (de) e.V., 1968.